# توماس مارتن (سائق سيارة سباق)
توماس مارتن (بالإنجليزية: Thomas Martin)‏ هو سائق سيارة سباق أمريكي، ولد في 4 يونيو 1978 في أوبورن في الولايات المتحدة.

## وصلات خارجية
- توماس مارتن على موقع Racing-Reference.info (الإنجليزية)